# Cal Coronel
Cal Coronel és una casa de Vallfogona de Balaguer (Noguera) inclosa a l'Inventari del Patrimoni Arquitectònic de Catalunya.

## Descripció

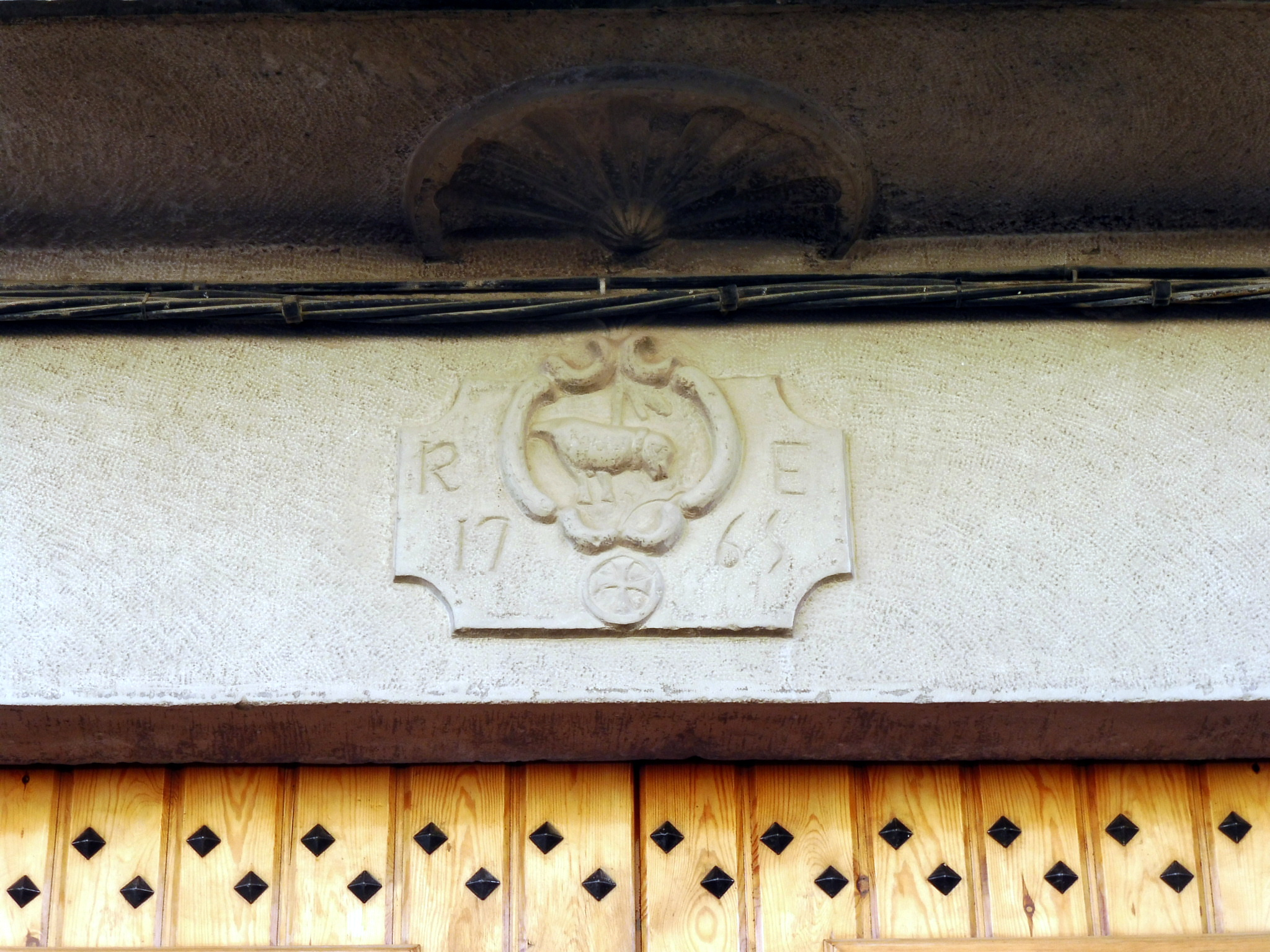
Llinda de la porta

Casa de tres plantes de tipus senyorial. La primera planta per a usos diversos i les superiors per a habitatge. La porta principal era flanquejada inicialment per dues finestres de les quals una ha estat convertida en porta.
La porta i els balcons són allindats i amb carreus ben escairats. Sobre la porta hi ha esculpit i la data 1765.

## Història
La vila de Vallfogona pertanyia des de 1445 a la Canònica de Lleida. Després de la Guerra dels Segadors va restar deshabitada (1640) i no començà a ser repoblada fins a mitjans de segle xviii.